# Pozitronemissziós tomográfia

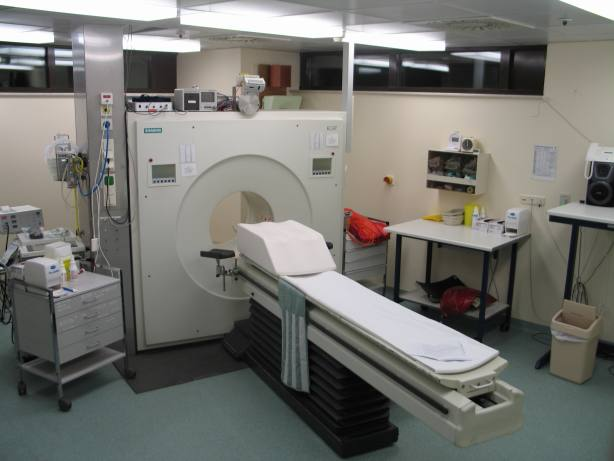
Egy tipikus PET-gép

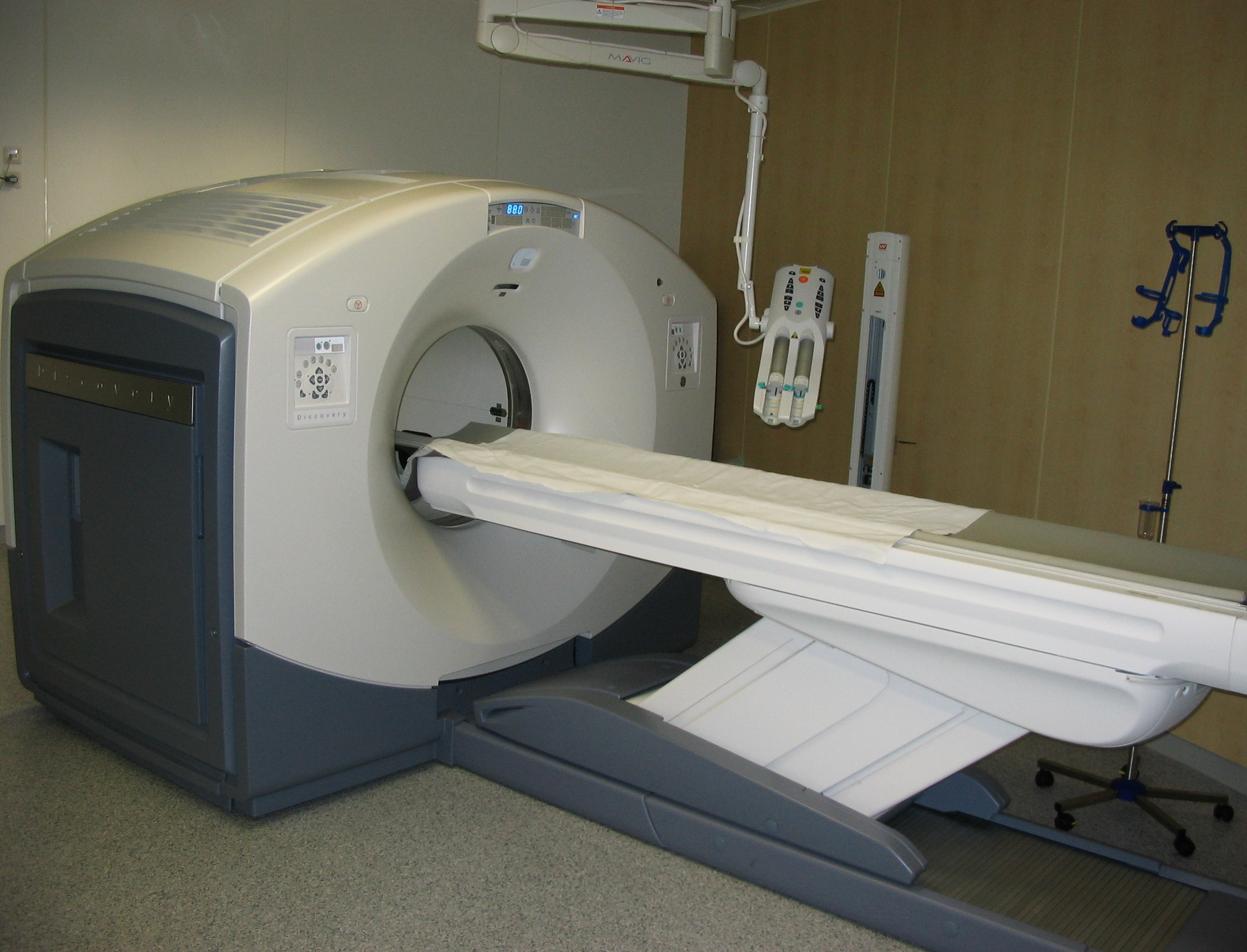
Egy tipikus PET/CT-gép

A pozitronemissziós tomográfia (PET) az egyik legmodernebb funkcionális képalkotó eljárás. Non-invazív eljárás, melynek segítségével háromdimenziós képet nyerhetünk a test egy adott területéről. A CT-vel kombinált PET- berendezés jelenti ma a képalkotó diagnosztika egyik legfejlettebb technikáját. A PET és más hagyományos képalkotó eljárások (pl. fMRI, SPECT) sajátossága, hogy nem az anatómiai viszonyokat, hanem a szervek, szövetek különböző funkcionális jellemzőjét (pl. véráramlás, anyagcsere) jelenítik meg egy adott pillanatban. Mivel a betegség kialakulása először a szervek, szövetek funkcionális jellemzőiben okoz elváltozást, és ezt általában másodlagosan kíséri az anatómiai megváltozás, így érthető, hogy a funkcionális képalkotó eljárások jóval hamarabb, még az anatómiai elváltozások kialakulása előtt képesek jelezni a betegséget. 
A pozitronemissziós tomográfia működése azon alapul, hogy pozitront sugárzó izotópokkal jelölt molekulák segítésével képes a szervezet biokémiai folyamatait ábrázolni. Ma már a PET-kamerát CT-készülékkel egybe is tudják építeni, így teremtve meg a lehetőségét annak, hogy a PET-tel nyert funkcionális képek és a CT morfológiai információkat azonos anatómiai „szeletekben”, egymásra tudják vetíteni. A PET/CT kombinációs technológia forradalmi változásokat hozott az onkológiai, kardiológiai és neurológiai diagnosztikában.

## A PET működési elve

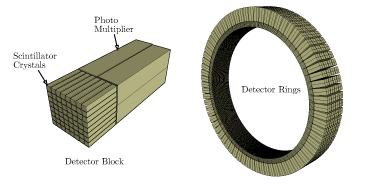
A PET-detektor és a PET-szkennergyűrű

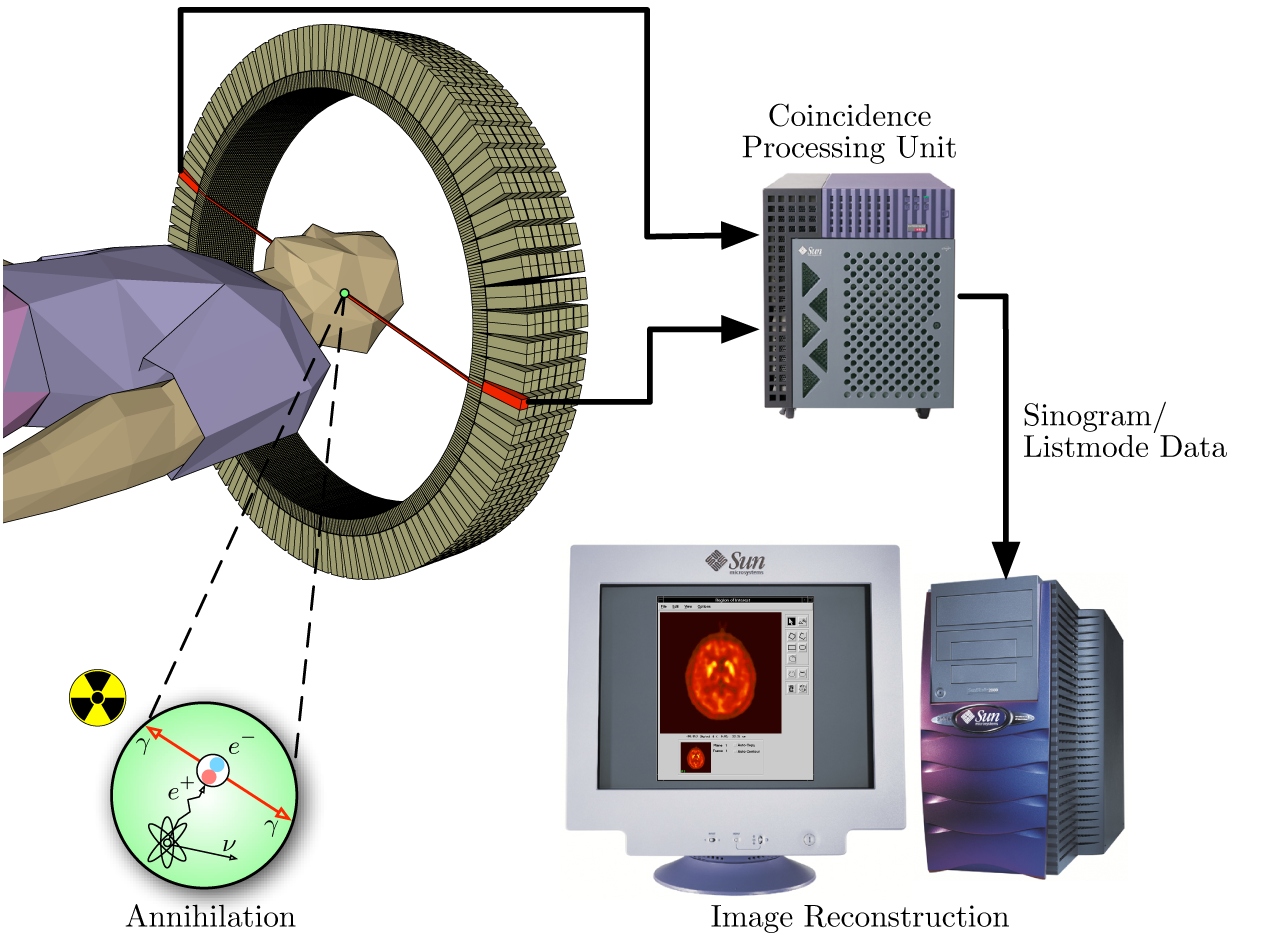
A PET működési elve

Az eljárás lényege, hogy a vizsgált szervbe pozitron-kibocsátással bomló radioaktív izotópot tartalmazó molekulát juttatnak (a leggyakrabban használt anyagok az 18F, az 15O, az 13N és a 11C). Az egyik eljárás során a páciens radioaktív markert tartalmazó levegőkeveréket lélegez be, míg a másik eljárás során az izotópot injekcióval juttatják a véráramba. A különböző radiofarmakonokkal különböző funkciók működése mérhető fel, attól függően, hogy az illető molekula a szervezeten belül milyen folyamatokban vesz részt. Elméletileg az élő szervezet anyagcseréjében részt vevő bármilyen szerves molekula jelölhető PET-izotóppal, és a módszer segítségével szinte mindegyik biokémiai, élettani folyamat leképezhető, illetve aktivitása mérhető. A leggyakrabban használt radiofarmakon a 18F-fluor-dezoxi-glükóz (röviden FDG) a fokozott glükóz-metabolizmusú sejtekben (agy, szívizomzat, rosszindulatú tumorok, aktivált granulociták és limfociták) halmozódik fel, a sejtekbe a glükózhoz hasonlóan jut be, de a lebontási ciklus megkezdve, de azt nem folytatva felhalmozódik a sejtekben. A felhalmozódás mértéke arányos a szövetek metabolikus aktivitásukkal.
A szervezetbe juttatott marker anyag szöveti eloszlását a PET-kamera (egy gyűrű alakú detektor) segítségével lehet detektálni a pozitron-kibocsátást kísérő gamma-sugárzás észlelésén keresztül. A vizsgálat során nyert adatokból számítógép segítségével történik a képek rekonstruálása. A vizsgálattal elsődlegesen a test hossztengelyére merőleges szeletek nyerhetők (a CT-hez hasonlóan), akár az egész testről. Később a szeletekből tetszőleges irányú, akár háromdimenziós képek állíthatók elő. A bejuttatott radiofarmakon szöveti eloszlása a különböző (fiziológiás, illetve kóros) funkcionális állapotokban egymástól jelentős mértékben eltér, így ennek alapján a kóros folyamatok felismerhetők és lokalizálhatók.
A PET-izotópok jellemzője, hogy fizikai felezési idejük nagyon rövid (2–110 perc), 90 perccel a beadást követően az injektált aktivitás 40%-a már távozott a vizelettel, így alkalmazásuk a beteg számára kisebb sugárterheléssel jár. Emellett nagy hátránya az eljárásnak, hogy a használt radioaktív izotópok olyan gyorsan elbomlanak, hogy közvetlenül a vizsgálat előtt, a helyszínen kell őket előállítani, ami jelentősen növeli a berendezés árát.

## A PET/CT és PET/MRI
A pozitronemissziós tomográfiás képek anatómiai információja csekély, emiatt számítógépes tomográfiával (CT) egészítik ki. Magyarországon 2007 óta PET kép nem készült humán diagnosztikában, kizárólag csak PET/CT. A PET/CT-készülékben egy PET- és egy CT-berendezés egymás mögött helyezkedik el, a beteget pedig egy speciális ágy mozgatja a két modalitás között. A vizsgálat ilyenkor először egy CT-felvétellel kezdődik a megfelelő régió(k)ról, majd az ágy átmozgatja a beteget a PET gyűrűdetektora közé, és kezdődhet a PET-felvétel. A vizsgálat végén a CT- és PET-képek rekonstrukciója, valamint több korrekciós is készül, melyek főként a PET-képek esetén akár néhány perctől akár több tíz percig is tarthatnak. 
A mágneses rezonancia vizsgálattal (MRI) való kiegészítése egyre elterjedtebb, mivel a szervezet funkcionális működésének, biokémiai folyamatainak (pl. véráramlás, oxigén felhasználás, glükóz anyagcsere) feltárásával együtt az anatómiai, szerkezeti információk is láthatóvá válnak. Egyes berendezéseken a kétfajta képalkotás egy időben történik, a páciens nem vált pozíciót a két vizsgálat között, ezáltal a kétfajta információt precízebben lehet rögzíteni, így a PET által kimutatott abnormalitások jobban megfeleltethetők az MRI által rögzített anatómiai területeknek. Mindezek hatására precízebb tudásra lehet szert tenni, valamint pontosabb diagnózist lehet megállapítani.
A Jülich Institute of Neurosciences and Biophysicsben alkották meg a világ legnagyobb PET-MRI készülékét, amely 2009 óta működik. Jelenleg Magyarországon Kaposváron működik humán PET/MRI berendezés. Ezekben a kamerákban 1-3 Tesla erősségű MRI található.

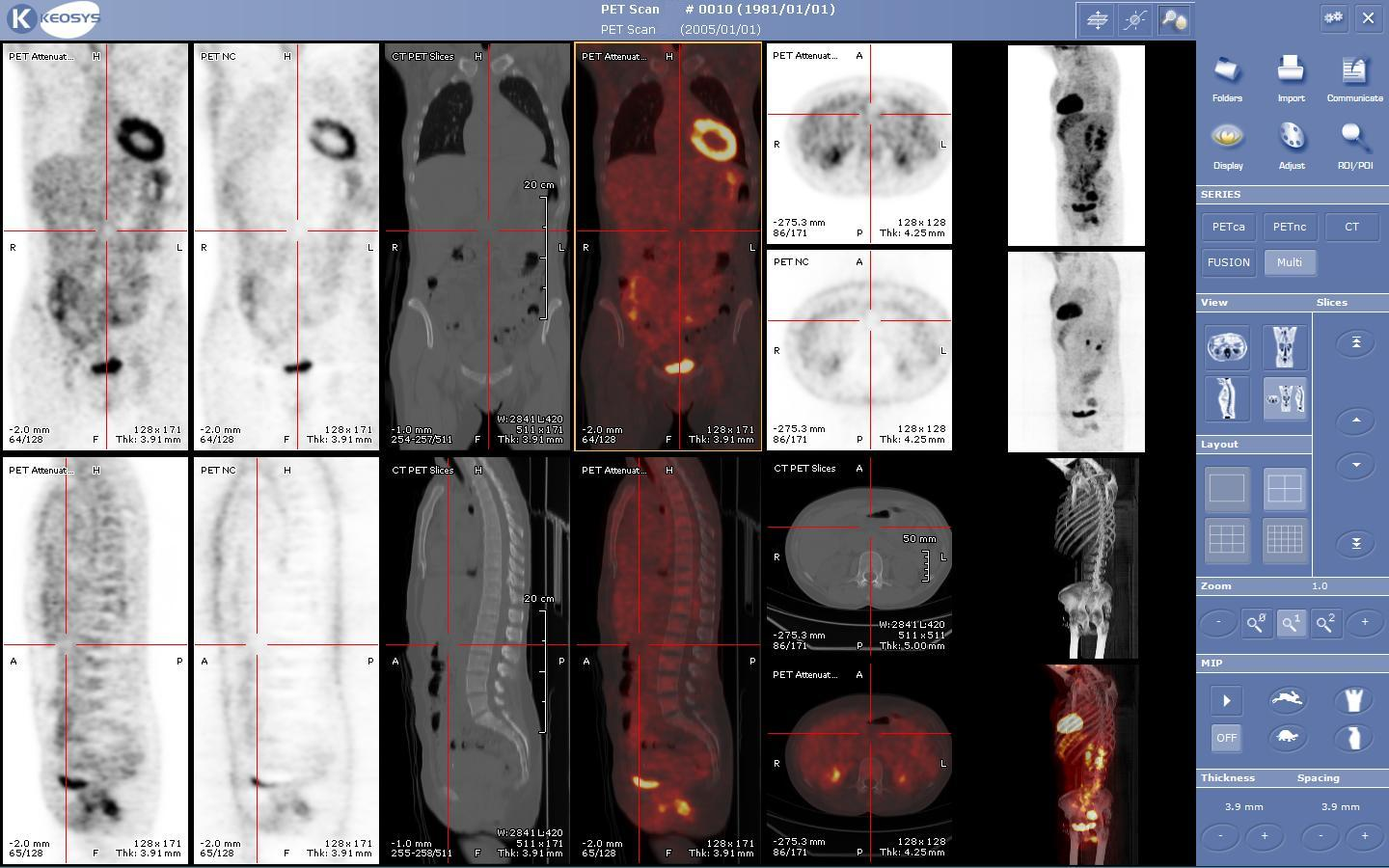
Teljes test képe PET/CT

A PET-vizsgálatot járóbeteg ellátás keretében végzik, kórházba befeküdni nem szükséges. Minden intézménynek saját protokollja van, de általánosságban a vizsgálat az alábbi menet szerint történik.
A vizsgálat előtt 6 óra éhezés szükséges, csak tisztavizet fogyaszthat a beteg. Nem végezhető megterhelő fizikai munka, nem fázhat a beteg.
1. A beteg kap egy tájékoztatót, amiben részletesen ismertetik az eljárást, kockázati tényezőit. Ennek elolvasása után alá kell írnia egy beleegyező nyilatkozatot, amellyel hozzájárul a vizsgálathoz.
2. A páciens intravénásan kapja meg a radiofarmakont, melynek aktivitása testtömegkilogrammra van kiszámolva, ennek a mennyisége kb. 180-450 megabecquerel.
3. Az izotóp beadását követően 50-60 perc várakozási idő következik, ekkor a vizsgálati személynek ingerszegény helyiségben kell pihennie, bőven kell innia folyadékot (víz), vagy hígított orális kontrasztanyagot (Gastrografin).
4. A pácienst megkérik, hogy vegyen le minden ruhát, ékszert vagy egyéb tárgyat, melyek zavarhatják a vizsgálatot. (Ruhái helyett kap egy köpenyt, amit viselhet a vizsgálat alatt.)
5. A beteget megkérik, hogy a vizsgálat megkezdése előtt menjen mosdóba, ürítse ki a húgyhólyagját, mert a magas hólyagaktivitás rontja a medence megítélhetőségét.
6. Bizonyos típusú has- vagy medencei vizsgálatok esetén vizelethajtót kap a beteg.
7. A 60. percben megkezdődik a vizsgálat. Először a CT-berendezéssel egy topogram, vagy lokalizációs CT-felvétel készült a teljes testről. Ezen a felvételen a vizsgálatot végző képalkotó diagnoszta bejelöli a vizsgálandó régiót, mely lehet csak koponya, teljes test (nyak-mellkas-has-medence-femurok proximális harmada) vagy egésztest vizsgálat ( koponyatetőtől a lábujjakig). Ezután elkészül az alacsony dózisú CT-felvétel a kijelölt régióról, majd az ágy a PET-detektorai közé mozog és elkezdődik a gyűjtés. A leggyakoribb, azaz teljestest vizsgálatkor a PET-begyűjtés a medence irányából a koponya irányába történik, csökkentve a telődő hólyag miatti diagnosztikai nehézséget. Mind a CT-, mind a PET-vizsgálat közben mozogni tilos, mert rontja, vagy ellehetetleníti a vizsgálat kiértékelését. Klausztrofóbiások számára kellemetlen lehet a vizsgálat, ezért a bezártságtól való félelmet előre jelezni kell a vizsgáló személyzetnek.
8. Az eredményeket nukleáris medicina szakorvos elemzi ki és továbbítja a betegnek.
9. A vizsgálat után a páciens kisgyermekek és terhes anyák közelében nem tartózkodhat 24 óra elteltéig. A szervezetben visszamaradt minimális radioaktív izotóp idővel elveszti radioaktivitását, s egy-két órával vagy nappal később a vizelettel együtt kiürül a szervezetből, vagy lebomlik. A folyamat felgyorsítása érdekében a vizsgálatot követően érdemes sok folyadékot fogyasztani.

A vizsgálatnak ellenjavallata a terhesség és a szoptatás. A 18F-FDG kiválasztódik az anyatejbe, emiatt feleslegesen terheli a vizsgált személy gyermekét, ha megitatja vele. A 18F-FDG átjut a placentán, valamint a húgyhólyagba kiválasztódó aktivitás miatt a magzat sugárterhelése jelentős. 
A magas szérumglükóz-szint (pl. diabetes mellitus) megemeli az inzulinszintet is, emiatt nemcsak a glükózt juttatja be a vázizomzatba és a szívbe, hanem az FDG-t is, és a tumoros lézió extrém esetben nem is detektálható. Törekedni kell arra, hogy a vércukor a vizsgálat előtt is, akár órákkal a normális tartományban legyen, hogy az inzulinszint (melynek mérése laboratóriumban történhet vérvétellel) is normális maradhasson.

## A PET-vizsgálat indikációi
A PET/CT diagnosztikai alkalmazása FDG radiofarmakonnal elsősorban az onkológiai vizsgálatok (kb. 85–90%), kisebb részben a neuropszichiátriai (kb. 5–10%) és a kardiológiai (kb. 5%) betegellátásban játszik szerepet.
Magyarországon napjainkban kizárólag onkológiai indikáció és a 18 év alatti páciensek epilepsziás gócának kutatása OEP-támogatott, míg a kardiológiai alkalmazása nem.

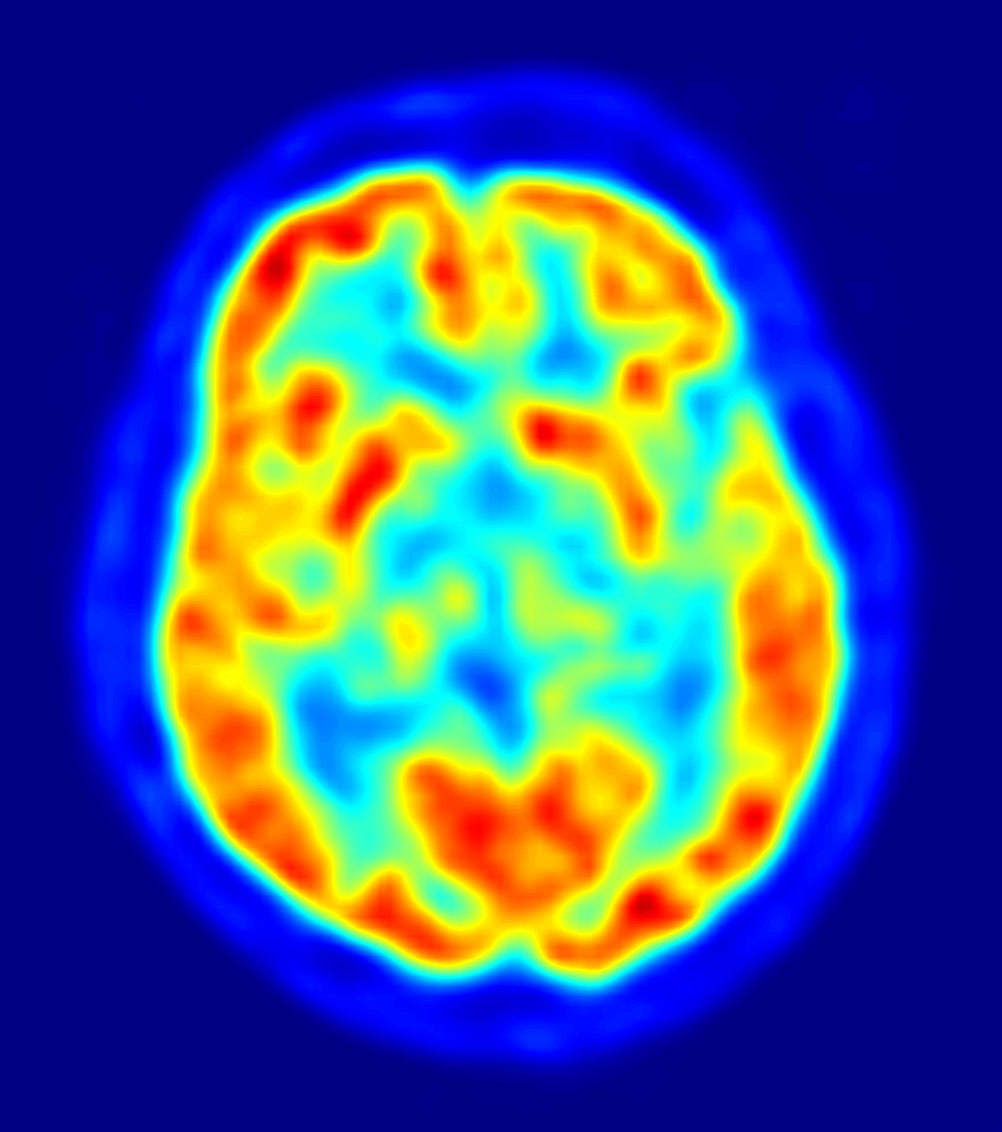
PET-felvétel az emberi agyról

18F-cal jelölt fluor-dezoxi-glükóz PET-képe, ami az egyes szövetek cukorfelvételének intenzitását mutatja

### Neuropszichiátriai alkalmazás
Az epilepszia a népesség 0,5–1%-át érinti. Többnyire jól kezelhető modern antiepileptikumokkal, de esetenként csak az epileptogen area műtéti eltávolításával érhető el rohammentesség. A PET/CT alkalmazásával lehetővé válik a műthető, gyógyszeres kezelésre nem reagáló, fiatal epilepsziás betegekben az epilepsziás fókusz kimutatása és lokalizálása. Az FDG PET/CT segítségével lehetővé válik a demenciák egy részének elkülönítése az egyéb kórokú elbutulásoktól, mert a PET-tel látható eltérések Alzheimer-kórra és frontotemporális demenciára specifikusak. Ennek az adja a jelentőségét, hogy korai felismerés esetén az Alzheimer-kór előrehaladása számottevően lassítható gyógyszeres kezeléssel. Az agytumorok diagnosztikájában elsősorban a sikeres elsődleges kezelést követő kiújulás igazolásában, vagy az első kezelés sikertelenségének objektív alátámasztásában van szerepe a PET/CT-vizsgálatoknak. Ilyen indikációk főleg nem konkluzív MR-vizsgálatokat követnek. A neuro-onkológiában felhasználható még a PET/CT a tumorok grádusának nem-invazív becslésére, illetve a biopszia optimális helyének kijelölésére is.

### Onkológiai alkalmazás
Az utóbbi évek vizsgálatai alapján egyre több bizonyíték szól amellett, hogy az FDG PET/CT vizsgálatok nagy segítséget nyújtanak a tumoros folyamatok diagnosztikájában is. Az FDG-vel végzett PET/CT-vizsgálatok legnagyobb része onkológiai indikációval történik. Ez elsősorban azért van így, mert az egész test PET-vizsgálata az életképes, aktívan metabolizáló tumorszövet megjelenésével olyan átfogó és összetett funkcionális, biológiai információt szolgáltat, amelyre a többi nem invazív módszer (laboratóriumi paraméterek, röntgenvizsgálat, endoszkópia, CT, MRI, SPECT, színkódoló ultrahang stb.) egyike sem képes.
A tumordiagnosztika során a PET/CT vizsgálat lehetővé teszi nemcsak a nagy, hanem a kis kiterjedésű, de fokozott anyagcseréjű tumorszövetek helyének pontos meghatározását is. Jobbára az emlő, tüdő, vastagbél, kismedencei, fej-nyak, agy, bőr és nyirokrendszer daganatainak kiterjedésének megítélésében, terápiára adott válasz azonosításában nagy szerepe van.
A szövettani vizsgálatokhoz szükséges mintavételhez a PET/CT vizsgálat segítségével pontosan behatárolható a legalkalmasabb régió. A sugárkezelést, műtétet követően esetlegesen kialakuló hegszövet PET/CT vizsgálat segítségével jól elkülöníthető a kiújuló daganattól.

### Kardiológiai alkalmazás
Kardiológiában a szívizomszövet életképességének kimutatására a gold standard módszer a 18F-FDG-vel végzett PET/CT vizsgálat. Segítségével eldönthető, hogy egy koszorúér-helyreállító műtéttől várható-e a szívizom működésének javulása vagy a szívizom állományában már maradandó, műtéttel sem javítható károsodás keletkezett. Amennyiben terheléses-nyugalmi szívizom perfúziós SPECT(/CT) vizsgálaton fix, vagy stabil (szinonimák) perfúziós defektust találunk, akkor kell elvégezni a 18F-FDG PET/CT vizsgálatot, a SPECT-en kiesésként ábrázolódó terület FDG-t felvesz-e, vagy nem. Amennyiben felvesz, a koszorúér-rekonstrukció a hibernált szívizom területet vérrel és oxigénnel ellátva, annak funkcionalitását visszaállíthatja.

### Kutatásban betöltött szerep
Tudományos vizsgálatok esetében szintén hasznosnak bizonyul a pozitronemissziós tomográfia. Farmakológusok számára költséghatékonyabb és gyorsabb tesztelési technikát biztosít a PET vizsgálat azáltal, hogy a radioaktív markerrel megjelölt kísérleti gyógyszer hatását állatoknak történő beadást követően annak útját, daganatos szövetben való felhalmozódását az állat leölése nélkül is vizsgálni tudják.

## Történet
Az emissziós és transzmissziós tomográfia koncepciója David E. Kuhl és Roy Edwards nevéhez kötődik, az 1950-es években végzett munkájuk vezetett el ahhoz, hogy a pennsylvaniai egyetem munkatársai több tomografikus eszközt is megterveztek és létrehoztak. A washingtoni egyetem orvostudományi karán Michel Ter-Pogossian, Michael E. Phelps és kollégáik is fejlesztettek képalkotó technikákat. A két egyetemen kívül Gordon Brownell, Charles Burnham és társaik a massachusettsi kórházban szintén jelentősen hozzájárultak a PET-technológia fejlődéséhez, az ő újításuk volt többek között a fénycsövek és a térforgatásos elemzés alkalmazása.
Az 1970-es években Tatsuo Ido a Brookhaven National Laboratoryban volt az első, aki leírta a 18F-FDG szintézisét, mely a leggyakrabban használt PET radioaktív nyomjelző molekula. Az anyagot először Abass Alavi vezetésével alkalmazták két önkéntesen a Pennsylvania Egyetemen 1976 augusztusában. Ekkor még közönséges (nem-PET) nukleáris szkenner segítségével mutatták ki a vegyület magas agyi koncentrációját, de a későbbiek folyamán a fluordezoxiglükózt alkalmazták a modern eljárásban is.
A PET technika azóta is fejlődik, a Dr. Townsend és Dr. Nutt által megalkotott PET/CT szkennert a Time Magazin a 2000. év orvosi találmányának nevezte.

## Biztonság
A PET non-invazív eljárás, de ionizáló sugárzással jár együtt. A teljes sugárdózis nem jelentős, általában közel 11 mSv. A diagnosztikai eljárás több, mint 50 éve használatos, és még nem ismert hosszú távú káros hatása. Allergiás reakciók ugyan előfordulhatnak, de ez meglehetősen ritka és enyhe lefolyású. Ennek a kockázata is lecsökkenthető, ha a páciens a vizsgálat előtt jelzi minden allergiás problémáját.

## Fordítás
- Ez a szócikk részben vagy egészben  a   Positron emission tomography című angol Wikipédia-szócikk fordításán alapul.  Az eredeti cikk szerkesztőit annak laptörténete sorolja fel. Ez a jelzés csupán a megfogalmazás eredetét és a szerzői jogokat jelzi, nem szolgál a cikkben szereplő információk forrásmegjelöléseként.

## Külső hivatkozások
- Illyés András: Új ajánlás született a rákbetegek számára javasolt PET-CT vizsgálatokról, 2008
- Megnyílt az első hazai PET/CT központ, 2005
- PET Images Search MedPix(r)
- Seeing is believing: In vivo functional real-time imaging of transplanted islets using positron emission tomography (PET)(a protocol), Nature Protocols, from Nature Medicine - 12, 1423 - 1428 (2006).
- The nuclear medicine and molecular medicine podcast - Podcast
- Positron Emission Particle Tracking (PEPT) - engineering analysis tool based on PET that is able to track single particles in 3D within mixing systems or fluidised beds. Developed at the University of Birmingham, UK. Archiválva 2010. január 11-i dátummal a Wayback Machine-ben
- CMS coverage of PET scans